# Eddie Irvine

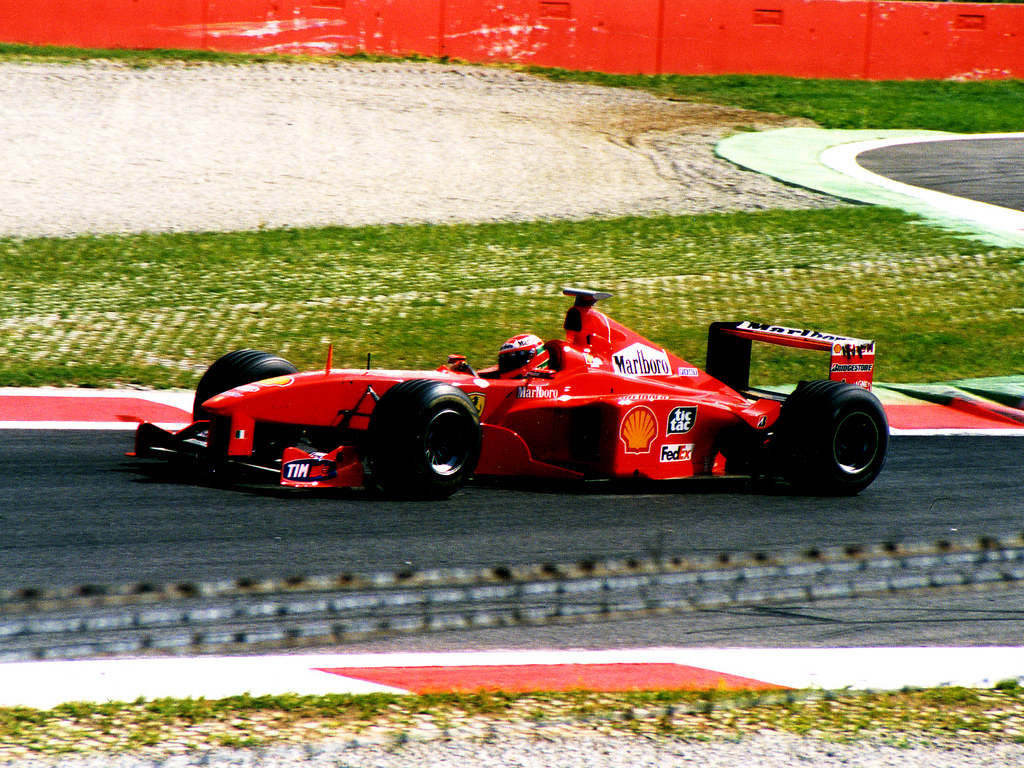
Eddie Irvine en pruebas sobre el Ferrari F399.

Edmund Irvine, Jr. (Newtownards, Condado de Down, Irlanda del Norte, Reino Unido; 10 de noviembre de 1965) más conocido como  Eddie Irvine, es un expiloto británico de Fórmula 1, que corrió en dicha categoría para las escuderías Jordan, Ferrari y Jaguar. A lo largo de su carrera, Irvine obtuvo 4 victorias y 26 podios; resultó subcampeón en 1999, cuarto en 1998 y séptimo en 1997.

## Carrera

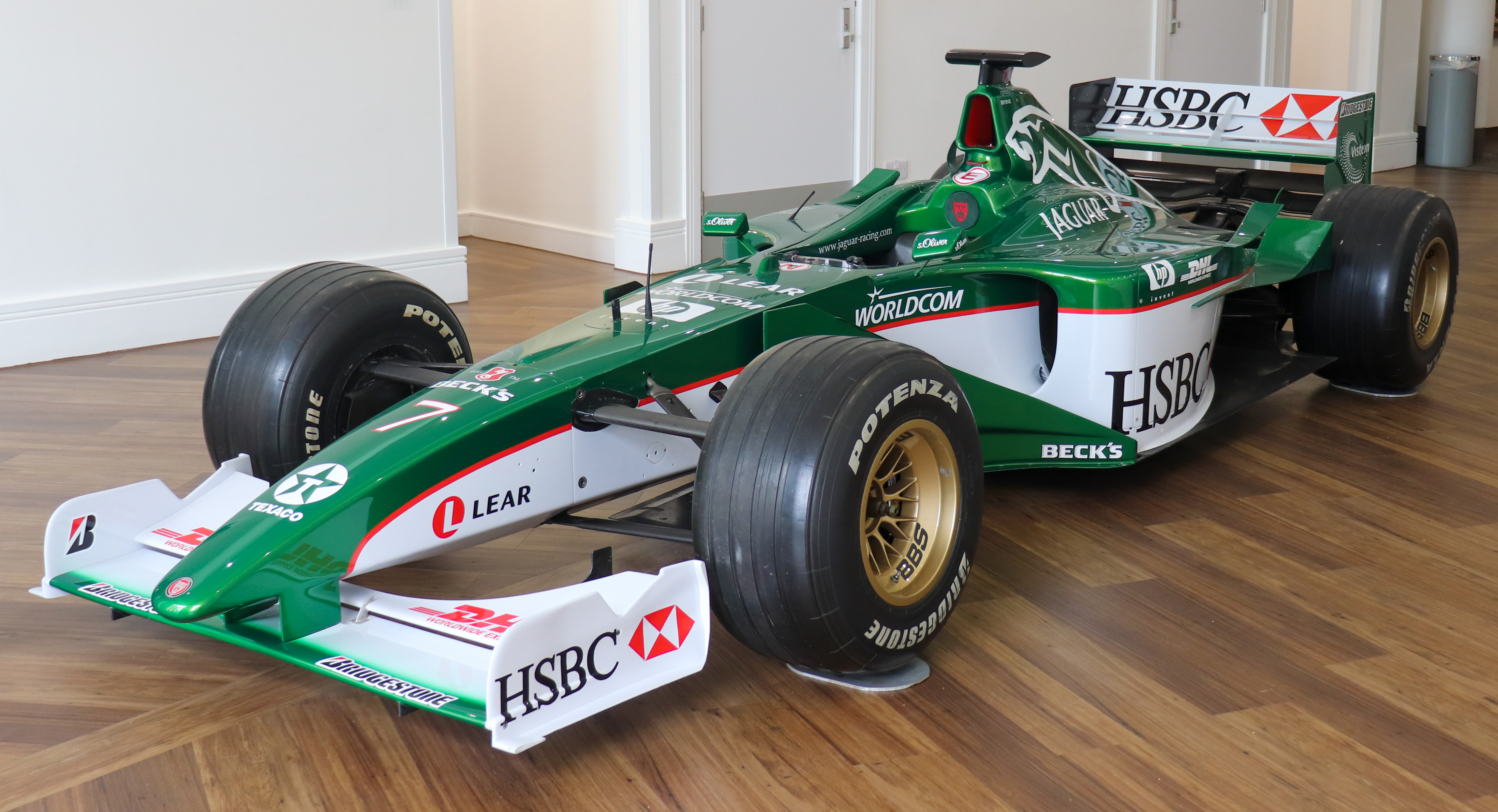
Jaguar R1 utilizado por Eddie Irvine en el año.

### Inicios
Nacido en Bangor Erris, Irlanda del Norte, Irvine comenzó su relación con el deporte motor en 1983, debido en gran parte a la influencia de sus padres, quienes también tenían intereses en la actividad.
En 1988, comenzó a participar en la Fórmula 3 Británica, como paso previo a su incursión por la Fórmula 3000 Internacional en 1989. Al año siguiente, pilotó uno de los coches de Jordan en la Fórmula 3000 Internacional, donde finalizó tercero en el campeonato con una victoria en Hockenheim y cuatro podios. En ese año, también resultó tercero en el Gran Premio de Macao y en la Copa de Fuji de Fórmula 3.
Luego participó en la Fórmula 3000 Japonesa entre 1991 y 1993 con el equipo Cerumo, finalizando subcampeón en 1993 y obteniendo tres victorias en tres temporadas. Además participó de las 24 Horas de Le Mans en 1992 y 1993 con el equipo oficial de Toyota, finalizando noveno y cuarto, respectivamente.

### Fórmula 1
Eddie Irvine debutó en la Fórmula 1 con el equipo Jordan al disputar el Gran Premio de Japón. Logró una sexta posición, aunque sufrió un altercado con Ayrton Senna. El norirlandés que venía rezagado con una vuelta atrás, superó a Senna, quién lideraba la carrera, recuperando la vuelta. Después de la carrera, Irvine recibió un puñetazo por parte del brasileño.
En 1994 se transformó en piloto titular de Jordan. Empezó de mala manera la temporada cuando en el Gran Premio de Brasil Irvine ocasionó una colisión múltiple con Jos Verstappen, Martin Brundle y Eric Bernard. Fue suspendido por 3 carreras y una multa de 10000 dólares, y fue reemplazado inicialmente por Aguri Suzuki y luego por Andrea de Cesaris. El norirlandés regresó en España y logró sumar 6 puntos en el campeonato, siendo su mejor resultado un cuarto lugar en el Gran Premio de Europa. Finalizó 16.º en el campeonato de pilotos.
En ese año participó en las 24 Horas de Le Mans reemplazando a Roland Ratzenberger (quien falleció en Imola) en el equipo SARD con Jeff Krosnoff y con Mauro Martini. Lideraban la clasificación general, faltando 90 minutos para el final, sin embargo sufrieron problemas con la caja de cambios y terminaron segundo en la general.
En 1995 renueva con el equipo Jordan, pero ahora conduciendo con motores Peugeot, en vez de Hart. En esa temporada consigue su primer podio al quedar tercero en Canadá. También consiguió un cuarto lugar, un quinto y un sexto en el año, consiguiendo 10 puntos para quedarse duodécimo en el campeonato.
A finales de la temporada, fichó por Scuderia Ferrari para la temporada 1996 junto al entonces doble campeón de F1 en Benetton Michael Schumacher.
En 1996, logró una tercera posición, una cuartas y dos quintas, pero sufrió nueve abandonos (ocho de ellos consecutivos), concluyendo décimo en el campeonato. Al año siguiente, Irvine se mantuvo en Ferrari. Logró una segunda posición en Argentina, además de conseguir cuatro terceros lugares y un quinto, finalizando séptimo en la temporada. 
En 1998 Irvine logró finalizar más veces en el podio, con tres segundos lugares y cinco terceros lugares. Además logró tres cuartos lugares, finalizando cuarto en el campeonato, detrás del campeón Mika Häkkinen, su compañero de equipo Schmumacher y David Coulthard. Lograría su primer triunfo en Fórmula 1, ganando en el Gran Premio de Australia de 1999, después de 81 carreras. Luego el accidente de Schumacher en Gran Bretaña que lo obligó al alemán a perderse parte de la temporada, Irvine se transformó en el candidato de Ferrari para ganar el título de pilotos. Ganó en Austria, Alemania y Malasia, pero quedó subcampeón con un total de cuatro triunfos, dos segundos lugares y tres tercero, a solo dos puntos del campeón de la temporada Häkkinen. Pero colaboró para la obtención del Mundial de Constructores por parte de Ferrari, el primero desde 1983.
En el año 2000 fichó por Jaguar Racing, sucesora de Stewart Grand Prix. Solo logró una cuarta posición en el Gran Premio de Mónaco y una sexta en Gran Premio de Malasia, siendo los únicos resultados puntuables tanto de Irvine como del equipo Jaguar, y el norirlandés finalizó 13.º en el campeonato de pilotos. Al año siguiente, obtuvo un podio, llegando en tercera posición en Mónaco, y una quinta posición y terminó duodécimo en el campeonato.
El norirlandés se mantuvo con Jaguar en 2002, rechazando una oferta para conducir para el equipo Jordan el año pasado. Logró una cuarta posición en el inicio de la temporada en Australia, pero luego sufrió 10 retiros. Logró una sexto posición en Bélgica y una tercera en Italia, de forma que concluyó noveno en la temporada general en su último año en Fórmula 1.

## Resumen de carrera
| Temporada | Categoría                  | Equipo                                       | Carreras | Poles | Victorias | Puntos | Pos. |
| --------- | -------------------------- | -------------------------------------------- | -------- | ----- | --------- | ------ | ---- |
| 1983      | Fórmula Ford               | —                                            | 20       | ?     | ?         | ?      | ?    |
| 1984      | Fórmula Ford               | —                                            | 22       | 2     | 2         | ?      | ?    |
| 1985      | Fórmula Ford 1600          | —                                            | 20       | 3     | 0         | 44     | 10.º |
| 1986      | Fórmula Ford               | —                                            | 17       | 0     | 0         | ?      | ?    |
| 1987      | Fórmula Ford 1600          | Van Diemen                                   | 14       | 5     | 6         | 165    | 1.º  |
| 1987      | Fórmula Ford 1600          | Van Diemen                                   | 12       | 10    | 8         | 160    | 1.º  |
| 1987      | Fórmula Ford Festival      | Van Diemen                                   | 1        | 1     | 1         | N/A    | 1.º  |
| 1987      | Fórmula Ford 2000          | Van Diemen                                   | 4        | 2     | 2         | 24     | 2.º  |
| 1988      | Fórmula 3 Británica        | WSR                                          | 18       | 1     | 0         | 53     | 5.º  |
| 1988      | Gran Premio de Macao       | WSR                                          | 1        | 1     | 0         | N/A    | DNF  |
| 1989      | Fórmula 3000 Internacional | Pacific Racing                               | 10       | 0     | 0         | 11     | 9.º  |
| 1989      | Gran Premio de Macao       | WSR                                          | 1        | 0     | 0         | N/A    | DNF  |
| 1990      | Fórmula 3000 Internacional | Eddie Jordan Racing                          | 11       | 0     | 1         | 27     | 3.º  |
| 1990      | Gran Premio de Macao       | WSR                                          | 1        | 0     | 0         | N/A    | 3.º  |
| 1990      | Copa Fuji de F3            | WSR                                          | 1        | 0     | 0         | N/A    | 3.º  |
| 1991      | Fórmula 3000 Japonesa      | Team Cerumo                                  | 11       | 0     | 1         | 14     | 7.º  |
| 1992      | Fórmula 3000 Japonesa      | Team Cerumo                                  | 11       | 2     | 1         | 17     | 8.º  |
| 1992      | 24 Horas de Le Mans        | Toyota Team TOM'S Kitz Racing Team with SARD | 1        | 0     | 0         | N/A    | 9.º  |
| 1993      | Fórmula 3000 Japonesa      | Team Cerumo                                  | 10       | 4     | 1         | 32     | 2.º  |
| 1993      | 24 Horas de Le Mans        | Toyota Team TOM'S                            | 1        | 0     | 0         | N/A    | 4.º  |
| 1993      | Fórmula 1                  | Sasol Jordan                                 | 2        | 0     | 0         | 1      | 20.º |
| 1994      | Fórmula 1                  | Sasol Jordan                                 | 13       | 0     | 0         | 6      | 16.º |
| 1994      | 24 Horas de Le Mans        | SARD Company Ltd.                            | 1        | 0     | 0         | N/A    | 2.º  |
| 1995      | Fórmula 1                  | Total Jordan Peugeot                         | 17       | 0     | 0         | 10     | 12.º |
| 1996      | Fórmula 1                  | Scuderia Ferrari                             | 16       | 0     | 0         | 11     | 10.º |
| 1997      | Fórmula 1                  | Scuderia Ferrari Marlboro                    | 17       | 0     | 0         | 24     | 7.º  |
| 1998      | Fórmula 1                  | Scuderia Ferrari Marlboro                    | 16       | 0     | 0         | 47     | 4.º  |
| 1999      | Fórmula 1                  | Scuderia Ferrari Marlboro                    | 16       | 0     | 4         | 74     | 2.º  |
| 2000      | Fórmula 1                  | Jaguar Racing                                | 17       | 0     | 0         | 4      | 13.º |
| 2001      | Fórmula 1                  | Jaguar Racing                                | 17       | 0     | 0         | 6      | 12.º |
| 2002      | Fórmula 1                  | Jaguar Racing                                | 17       | 0     | 0         | 8      | 9.º  |
| Fuente:   |                            |                                              |          |       |           |        |      |

## Resultados

### Fórmula 3000 Internacional
(Clave) (negrita indica pole position) (cursiva indica vuelta rápida)

| Año     | Escudería           | 1       | 2       | 3       | 4       | 5     | 6       | 7     | 8     | 9       | 10    | 11      | Pos. | Puntos |
| ------- | ------------------- | ------- | ------- | ------- | ------- | ----- | ------- | ----- | ----- | ------- | ----- | ------- | ---- | ------ |
| 1989    | Pacific Racing      | SIL DNS | VAL Ret | PAU Ret | JER Ret | PER 3 | BRH Ret | BIR 6 | SPA 9 | BUG 4   | DIJ 4 |         | 9.º  | 11     |
| 1990    | Eddie Jordan Racing | DON Ret | SIL 6   | PAU Ret | JER DNS | MNZ 2 | PER 4   | HOC 1 | BRH 3 | BIR Ret | BUG 3 | NOG Ret | 3.º  | 27     |
| Fuente: |                     |         |         |         |         |       |         |       |       |         |       |         |      |        |

### Fórmula 3000 Japonesa
(Clave) (negrita indica pole position) (cursiva indica vuelta rápida)

| Año     | Escudería   | 1     | 2     | 3       | 4       | 5       | 6       | 7      | 8       | 9     | 10     | 11      | Pos. | Puntos |
| ------- | ----------- | ----- | ----- | ------- | ------- | ------- | ------- | ------ | ------- | ----- | ------ | ------- | ---- | ------ |
| 1991    | Team Cerumo | SUZ 8 | AUT 5 | FUJ 15  | MIN 1   | SUZ 4   | SUG 7   | FUJ 13 | SUZ Ret | FUJ C | SUZ 13 | FUJ 9   | 7.º  | 14     |
| 1992    | Team Cerumo | SUZ 8 | FUJ 4 | MIN 1   | SUZ Ret | AUT Ret | SUG Ret | FUJ 7  | FUJ 5   | SUZ 4 | FUJ 11 | SUZ Ret | 8.º  | 17     |
| 1993    | Team Cerumo | SUZ 3 | FUJ 3 | MIN Ret | SUZ 1   | AUT C   | SUG 15  | FUJ C  | FUJ 6   | SUZ 2 | FUJ 2  | SUZ 4   | 2.º  | 32     |
| Fuente: |             |       |       |         |         |         |         |        |         |       |        |         |      |        |

### 24 Horas de Le Mans
| Año     | Escudería                                    | Copilotos                     | Automóvil                               | Clase    | Vueltas | Pos. | Pos. Clase |
| ------- | -------------------------------------------- | ----------------------------- | --------------------------------------- | -------- | ------- | ---- | ---------- |
| 1992    | Toyota Team TOM'S Kitz Racing Team with SARD | Roland Ratzenberger Eje Elgh  | Toyota 92C-V Toyota R36V 3.6L Turbo V8  | C2       | 321     | 9.º  | 2.º        |
| 1993    | Toyota Team TOM'S                            | Toshio Suzuki Masanori Sekiya | Toyota TS010 Toyota RV10 3.5 L V10      | C1       | 364     | 4.º  | 4.º        |
| 1994    | SARD Company Ltd.                            | Mauro Martini Jeff Krosnoff   | Toyota 94C-V Toyota R36V 3.6 L Turbo V8 | LMP1/C90 | 343     | 2.º  | 1.º        |
| Fuente: |                                              |                               |                                         |          |         |      |            |

### Fórmula 1
(Clave) (negrita indica pole position) (cursiva indica vuelta rápida)

| Año     | Escudería                 | 1       | 2       | 3       | 4       | 5       | 6       | 7       | 8       | 9       | 10      | 11      | 12      | 13      | 14      | 15      | 16      | 17      | Pos. | Puntos |
| ------- | ------------------------- | ------- | ------- | ------- | ------- | ------- | ------- | ------- | ------- | ------- | ------- | ------- | ------- | ------- | ------- | ------- | ------- | ------- | ---- | ------ |
| 1993    | Sasol Jordan              | RSA     | BRA     | EUR     | SMR     | ESP     | MON     | CAN     | FRA     | GBR     | GER     | HUN     | BEL     | ITA     | POR     | JPN 6   | AUS Ret |         | 22.º | 1      |
| 1994    | Sasol Jordan              | BRA Ret | PAC     | SMR     | MON     | ESP 6   | CAN Ret | FRA Ret | GBR Ret | GER Ret | HUN Ret | BEL 13† | ITA Ret | POR 7   | EUR 4   | JPN 5   | AUS Ret |         | 16.º | 6      |
| 1995    | Total Jordan Peugeot      | BRA Ret | ARG Ret | SMR 8   | ESP 5   | MON Ret | CAN 3   | FRA 9   | GBR Ret | GER 9†  | HUN 13† | BEL Ret | ITA Ret | POR 10  | EUR 6   | PAC 11  | JPN 4   | AUS Ret | 12.º | 10     |
| 1996    | Scuderia Ferrari          | AUS 3   | BRA 7   | ARG 5   | EUR Ret | SMR 4   | MON 7†  | ESP Ret | CAN Ret | FRA Ret | GBR Ret | GER Ret | HUN Ret | BEL Ret | ITA Ret | POR 5   | JPN Ret |         | 10.º | 11     |
| 1997    | Scuderia Ferrari Marlboro | AUS Ret | BRA 16  | ARG 2   | SMR 3   | MON 3   | ESP 12  | CAN Ret | FRA 3   | GBR Ret | GER Ret | HUN 9†  | BEL 10† | ITA 8   | AUT Ret | LUX Ret | JPN 3   | EUR 5   | 7.º  | 24     |
| 1998    | Scuderia Ferrari Marlboro | AUS 4   | BRA 8   | ARG 3   | SMR 3   | ESP Ret | MON 3   | CAN 3   | FRA 2   | GBR 3   | AUT 4   | GER 8   | HUN Ret | BEL Ret | ITA 2   | LUX 4   | JPN 2   |         | 4.º  | 47     |
| 1999    | Scuderia Ferrari Marlboro | AUS 1   | BRA 5   | SMR Ret | MON 2   | ESP 4   | CAN 3   | FRA 6   | GBR 2   | AUT 1   | GER 1   | HUN 3   | BEL 4   | ITA 6   | EUR 7   | MYS 1   | JPN 3   |         | 2.º  | 74     |
| 2000    | Jaguar Racing             | AUS Ret | BRA Ret | SMR 7   | GBR 13  | ESP 11  | EUR Ret | MON 4   | CAN 13  | FRA 13  | AUT PO  | GER 10  | HUN 8   | BEL 10  | ITA Ret | USA 7   | JPN 8   | MYS 6   | 13.º | 4      |
| 2001    | Jaguar Racing             | AUS 11  | MYS Ret | BRA Ret | SMR Ret | ESP Ret | AUT 7   | MON 3   | CAN Ret | EUR 7   | FRA Ret | GBR 9   | GER Ret | HUN Ret | BEL DNS | ITA Ret | USA 5   | JPN Ret | 12.º | 6      |
| 2002    | Jaguar Racing             | AUS 4   | MYS Ret | BRA 7   | SMR Ret | ESP Ret | AUT Ret | MON 9   | CAN Ret | EUR Ret | GBR Ret | FRA Ret | GER Ret | HUN Ret | BEL 6   | ITA 3   | USA 10  | JPN 9   | 9.º  | 8      |
| Fuente: |                           |         |         |         |         |         |         |         |         |         |         |         |         |         |         |         |         |         |      |        |

## Filmografía
- Eddie Irvine: Living the Fast Life (1999)
- The Big Cats (2000)
- El príncipe y yo (2004)
- Car Crash: The DeLorean Story (2004)
- The Race (2006)
- In the Footsteps of Blair Mayne (2009)
- Schumacher (2021)